# Ameerega macero
La ranita venenosa de Manu (Ameerega macero) es una especie de anfibio anuro de la familia de las ranitas venenosas (Dendrobatidae). Se distribuye por las selvas amazónicas del sur y centro de Perú y del estado de Acre (Brasil) entre los 150 y los 1450 m de altitud. Parece ser más frecuente en bosques poco alterados, y cerca de arroyos.
Es de color rojo brillante en el dorso, los flancos son negros y las patas azul oscuro. Tiene una banda dorsolateral y otra que va del ojo a la pata delantera de color amarillas verdosas. Algunos individuos pueden no tener estas bandas. El vientre es azul claro con un patrón reticulado negro.
Es una rana terrestre y de hábitos diurnos. Las hembras depositan los huevos en el suelo, y una vez eclosionados, los machos transportan los renacuajos en su espalda hasta los arroyos donde se desarrollan. Su nombre específico "macero" significa rana en machiguenga.